# دولنی لوم
دولنی لوم (به بلغاری: Dolni Lom) یک منطقهٔ مسکونی در بلغارستان است که در Chuprene واقع شده‌است.
 دولنی لوم  ۵۸۶ نفر جمعیت دارد و ۳۴۲ متر بالاتر از سطح دریا واقع شده‌است.